# ۲۲۸ (پیش از میلاد)
۲۲۸ (پیش از میلاد) ۲۲۸مین سال قبل از تقویم میلادی است.